# Труды и дни Свистонова
«Труды и дни Свистонова» — роман Константина Вагинова 1929 года. Здесь писатель изображает разрушающийся «старый» мир, исчезающую культуру, обращается к теме судьбы интеллигенции в 1920-е годы.
В сюжете романа отразились события из биографии самого Вагинова.
В заглавии произведения — ироническая аллюзия к античности (ср. «Труды и дни»).